# Trévières
Trévières é uma comuna francesa na região administrativa da Normandia, no departamento Calvados. Estende-se por uma área de 11,7 km². Em 2010 a comuna tinha 929 habitantes (densidade: 79,4 hab./km²).